# تصريحات حزب بهاراتيا جاناتا ضد النبي محمد
في 27 مايو 2022، أدلت نوبور شارما، المتحدثة الرسمية السابقة باسم حزب بهاراتيا جاناتا (BJP)، ونافين كومار جيندال، الرئيس الإعلامي السابق لحزب بهاراتيا جاناتا دلهي، بتصريحات مثيرة للجدل بشأن النبي محمد. أدى ذلك إلى إدانة واسعة النطاق من المسلمين داخل الهند وخارجها. ردت الحكومة الهندية بالقول إن التصريحات لا تعكس موقف الحكومة، وتم اتخاذ إجراءات صارمة ضد من أدلوا بهذه التصريحات، مع تعليق شارما وطرد جيندال. ومع ذلك، استمرت التوترات الطائفية في التصاعد، وبلغت ذروتها في أعمال العنف في كانبور.

| Naveen Kumar Jindal 🇮🇳 | تويتر |
| ‎@NaveenJindalBJP       |       |

             (بالهندية: नबी के दुलारो से पूछना चाहता हूँ कि तुम्हारा नबी 53 वर्ष की आयु में 6 वर्ष की छोटी बच्ची आयशा के साथ शादी करता है फिर 56 वर्ष की आयु में 9 वर्ष की आयशा के साथ संबंध बनाता है...

क्या वह संबंध बलात्कार की श्रेणी में नहीं

आता..?)‏
         

            أريد أن أسال لو تزوج نبيك فتاة اسمها عائشة عمرها 6 سنوات وهو بعمر 53، ثُمَّ جامعها عندما كانت في التاسعة وكان هو في 56 من عمره ... ألا يُعدُّ هذا اغتصاباً؟
        

        1 June 2022

## خلفية
ظهر الجدل وسط التوترات الدينية المتصاعدة في الهند. واتهم الكثيرون حزب بهاراتيا جاناتا الحاكم في الهند بالتحريض على العنف من خلال خطاب مثير للانقسام ضد الأقلية المسلمة في البلاد. في يونيو 2022، صرح وزير الخارجية الأمريكية، أنتوني بلينكين، أن هناك «هجمات متصاعدة على الأشخاص وأماكن العبادة» في الهند. وقالت الهند إن التعليقات كانت «غير مطلعة».
في الأيام الأخيرة، تصاعدت التوترات الطائفية المحيطة بمسجد جيانفابي. تتفق المصادر العلمية على أن المسجد قد شيده أورنكزيب، وتم هدم معبد شيفا الموجود مسبقًا من أجل بنائه. بينما يصر العديد من الهندوس على وجود المعبد قبل المسجد، زعم بعض المسلمين أن مثل هذا الضريح لم يكن موجودًا على الإطلاق. أدت التوترات المحيطة بهذا الموقع إلى مناقشات صاخبة على القنوات التلفزيونية الهندية. انتشرت الكراهية على وسائل التواصل الاجتماعي حول الجدل حول المسجد.

## تعليقات على محمد
في 27 مايو 2022، شاركت شارما في مناظرة حول نزاع مسجد جيانفابي على قناة تايمز ناو التلفزيونية، ردًا على ملاحظة مهينة للإله الهندوسي شيفا من قبل متحدثها المعارض والعديد من المسلمين على وسائل التواصل الاجتماعي ردت بنص من أحاديث متعلقة النبي محمد. وعائشة إحدى زوجاته، مشيرة إلى أن عائشة كانت تبلغ من العمر 6 سنوات عند الزواج، و 9 عندما تم الزواج. في الماضي، كان زواج النبي محمد من عائشة محل نقاش واسع وانتقاد حاد، كان التعليق الذي أدلت به شارما في إشارة إلى أحد أحاديث صحيح البخاري 5134.
شارك مؤسس «أخبار بديلة» (Alt News) محمد زبير، مقطع فيديو من تصريحاتها على وسائل التواصل الاجتماعي. زعمت شارما لاحقًا أنه كان «مقطع فيديو تم تحريره واختياره بشدة»، وهو ما نفاه براتيك سينها، المؤسس المشارك الآخر لـ «أخبار بديلة». ذكر سينها أنه لم يتم تحريره ويتضمن أيضًا مقطعًا أطول أظهر السياق. قامت «تايمز ناو» (Times Now) بحذف فيديو البرنامج من قناتها على اليوتيوب في اليوم التالي. ذكرت شارما أنها بدأت تتلقى تهديدات بالاغتصاب والقتل من الناس. وحملت الزبير مسؤولية تلك التهديدات. نفت «أخبار بديلة» مسؤوليتها عن رد فعل المشاهدين بعد مشاهدة مقطع الفيديو.
في 1 يونيو، زُعم أن نافين كومار جندال قام بتغريد ملاحظات مسيئة ضد الرسول محمد. بعد أن جذبت التغريدة ردود فعل عنيفة في العالم العربي، حذف جيندال التغريدة وقال إنه لا ينوي الإساءة إلى أي دين.

## دعاوى قضائية
سُجِّل «تقرير المعلومات الأول» (FIR) للشرطة ضد شارما في مومباي (مركز شرطة بيدوني) في اليوم التالي. ووجهت إليها تهمة «إيذاء المشاعر الدينية». تم تسجيل «تقرير المعلومات الثاني» في ثين (إحدى ضواحي مومباي) في 30 مايو للأسباب نفسها. تم تسجيل معلومات أخرى من قبل زعيم مجلس اتحاد المسلمين أسد الدين العويسي في حيدر أباد، لاستخدامه كلمات «مسيئة وكاذبة وجارحة» ضد الرسول محمد ودين الإسلام. تم تسجيل العديد من تقارير المعلومات الأخرى في مواقع أخرى من الدولة. ذكرت شارما أنها بدأت تتلقى تهديدات بالاغتصاب والقتل. وبدا أنها تحمل الزبير مسؤولية التهديدات. نفت «أخبار بديلة» مسؤوليتها عن رد فعل المشاهدين بعد مشاهدة مقطع الفيديو.
كما تم نشر تعليقات شارما على نطاق واسع دوليًا على وسائل التواصل الاجتماعي. بحلول الرابع من حزيران (يونيو)، كانت «الإساءة للنبي محمد» من بين أكبر 10 علامات تصنيف في جميع دول مجلس التعاون الخليجي وتركيا.

## عنف كانبور
في 3 يونيو، احتج مئات المسلمين على هذه التصريحات في كانبور بعد صلاة الجمعة.
دعت حياة ظفر هاشمي، رئيسة جمعية مولانا محمد علي (MMA) لجوهر المعجبين، إلى إغلاق المتاجر المحلية احتجاجًا على تعليقات شارما. كما خططوا لإخراج موكب ودعوا إلى إغلاق المحلات التجارية في سوق العرض التي واجهوا خلالها أعضاء الجماعات الهندوسية مما أدى إلى اندلاع الاشتباكات.
ووقعت الاشتباكات في ناي ساداك ويتيمكانا ومنطقة باراد في كانبور. وأثناء الاشتباكات ألقى المتظاهرون القنابل والحجارة على بعضهم البعض.

## تعليق
في 5 يونيو، نشرت نوبور شارما اعتذارًا على تويتر ولكن تم تعليقه من حزب بهاراتيا جاناتا، بينما طُرد نافين كومار جيندال من الحزب.
وفرت الشرطة الأمن لشارما وعائلتها بعد أن اشتكت من تلقيها تهديدات ومضايقات.

## رد فعل دولي
قدمت عدة دول عربية احتجاجات رسمية ضد الهند. وردت باكستان وأفغانستان أيضا بقوة على التعليقات التي أدلى بها المتحدثان. كما استدعت الكويت وإيران المبعوثين الهنود وقدمت لهم مذكرات احتجاج.

### أفغانستان
في 6 يونيو / حزيران، أدانت الحكومة الأفغانية المؤقتة بشدة الكلمات المسيئة ضد النبي محمد من قبل مسؤول بالحزب الهندي الحاكم.
وكتب المتحدث الرسمي باسم الحكومة، ذبيح الله مجاهد، على حسابه على تويتر: «تدين إمارة أفغانستان الإسلامية بشدة استخدام أحد مسؤولي الحزب الحاكم في الهند الكلمات المسيئة لنبي الإسلام (صلى الله عليه وسلم)».
وقال أيضا: "نحث الحكومة الهندية على عدم السماح لمثل هؤلاء المتعصبين بإهانة الدين الإسلامي المقدس وإثارة مشاعر المسلمين.

### باكستان
وقال الرئيس الباكستاني عارف علوي إن «مثل هذه التعليقات هي انعكاس لاتجاه متنامٍ للإسلاموفوبيا في الهند، التي يقطنها ملايين المسلمين». كما أصدرت باكستان مداخلة للقائم بالأعمال الهندي في إسلام أباد. وقال بيان صادر عن وزارة الخارجية، إنه تم استدعاء الدبلوماسي الهندي للتعبير عن رفض باكستان القاطع وإدانة باكستان الشديدة لهذه التصريحات المسيئة. «قيل له إن هذه التصريحات غير مقبولة على الإطلاق ولم تؤذي مشاعر الشعب الباكستاني فحسب، بل تؤذي مشاعر المسلمين في جميع أنحاء العالم».
وأضاف الجناح الإعلامي للقوات المسلحة الباكستانية، في معرض إدانته: «العمل الشائن مؤلم للغاية ويشير بوضوح إلى مستوى متطرف من الكراهية ضد المسلمين والأديان الأخرى في الهند».

### السعودية
استنكرت السعودية تصريحات المتحدثة باسم حزب بهاراتيا جانات الهندي من إساءة للنبي محمد عليه الصلاة والسلام. وأعربت وزارة الخارجية السعودية عن شجبها واستنكارها للتصريحات الصادرة، مؤكدة رفضها الدائم للمساس برموز الدين الإسلامي، كما ترفض المساس بالشخصيات والرموز الدينية كافة.

### سلطنة عمان
ووصف مفتي عمان تصريحات المتحدث الرسمي باسم حزب بهاراتيا جاناتا بأنها «وقاحة ووقاحة فاحشة» ووصفها بأنها حرب على كل مسلم. ودعا إلى مقاطعة جميع المنتجات الهندية ومصادرة جميع الاستثمارات الهندية في عمان.

### الكويت
وطالبت الكويت «باعتذار علني عن هذه التصريحات العدائية التي من شأن استمرارها أن يشكل تدبيرا أو عقابا رادعا لزيادة التطرف والكراهية وتقويض عناصر الاعتدال». قام سوبر ماركت كويتي بإزالة المنتجات الهندية احتجاجا على ذلك.
وقالت السفارة الهندية في الكويت في بيان إن السفير اجتمع مع وزارة الخارجية حيث "أثيرت مخاوف بشأن بعض التغريدات المسيئة لأفراد في الهند.

### قطر
واستدعت حكومة قطر السفير الهندي وطالبت بالتنديد الفوري والاعتذار عن التصريحات. وبحسب ما ورد رد السفير بأن هذه كانت آراء «العناصر الهامشية» في الهند ولا تعكس بأي حال آراء حكومة الهند.
قال وزير قطري: «خطاب الكراهية الممنهج ضد الإسلام في الهند... سيعتبر إهانة من قبل ملياري مسلم». جاءت إدانة قطر وسط زيارة نائب الرئيس الهندي م. فنكياه نايدو الذي التقى برئيس الوزراء القطري الشيخ خالد بن خليفة آل ثاني في الدوحة يوم الأحد.
وقال سفير الهند لدى قطر ديباك ميتال إن التعليقات "لا تعكس بأي شكل من الأشكال آراء حكومة الهند. وقال متحدث باسم السفارة "هذه هي آراء عناصر هامشية". واستدعت وزارة الخارجية القطرية ميتال وقالت إنها "تتوقع اعتذارا عاما وإدانة فورية لهذه التصريحات من حكومة الهند".
وقالت قطر: «إن السماح لمثل هذه التصريحات المعادية للإسلام بالاستمرار دون عقاب، يشكل خطراً جسيماً على حماية حقوق الإنسان وقد يؤدي إلى مزيد من التحيز والتهميش، الأمر الذي سيخلق دائرة من العنف والكراهية».

### بلدان أخرى
أدانت وزارة الخارجية الإماراتية ما أسمته «التصريحات التجديفية التي أدلى بها المتحدث باسم حزب بهاراتيا جاناتا الحاكم في الهند والتي أساءت إلى النبي محمد (صلى)». ووصفت بي بي سي نيوز قرار الإمارات بالانضمام إلى الدول الأخرى ذات الأغلبية المسلمة في إدانة التصريحات بأنه «مهم للغاية»، بالنظر إلى قوة العلاقات بين الهند والإمارات.
أدانت وزارة الخارجية الإندونيسية ما أسمته «تصريحات مسيئة غير مقبولة» بخصوص الرسول محمد.
قدّم عضو برلمان جزر المالديف، آدم شريف، طلبًا دعا فيه رئيس البلاد إلى إدانة التصريحات حول النبي محمد. رُفض الاقتراح بأغلبية 10 أصوات مقابل 33 صوتًا ضده. وفي وقت لاحق، أعربت حكومة جزر المالديف عن «قلقها» بشأن هذه التصريحات، لكنها رحبت أيضًا بالإجراء الذي اتخذه حزب بهاراتيا جاناتا ضد المسؤولين.
وندد جامع الأزهر في مصر، أحد المؤسسات التعليمية الرائدة في العالم الإسلامي، بهذه التصريحات.
خرج المشرع الهولندي خيرت فيلدرز لدعم المتحدث السابق باسم حزب بهاراتيا جاناتا نوبور شارما. وذكر فيلدرز، في سلسلة تغريداته، أن تصريحات نوبور شارما عن النبي محمد حقيقة وليست ادعاءات كاذبة.

## استجابة الحكومة الهندية
و ردّت الحكومة الهندية على الجدل الدولي بالقول إن التصريحات المثيرة للجدل لا تعكس موقف الحكومة بل جاءت من «عناصر هامشية». وأزال حزب بهاراتيا جاناتا شارما وجيندال وقال «تم بالفعل اتخاذ إجراءات قوية ضد أولئك الذين أدلوا بهذه التصريحات المسيئة».
في 6 يونيو، دعت وزارة الشؤون الخارجية منظمة التعاون الإسلامي إلى «الدوافع، والمضللة، والتعليقات المؤذية» بشأن الهند. قال المتحدث الرسمي باسم شركة الشرق الأوسط وأفريقيا أريندام باجشي أثناء رده على استفسارات وسائل الإعلام حول بيان الأمين العام لمنظمة المؤتمر الإسلامي أن حكومة الهند رفضت بشكل قاطع تعليقات الأمانة العامة لمنظمة المؤتمر الإسلامي. ترفض حكومة الهند رفضا قاطعا التعليقات غير المبررة وضيقة الأفق للأمانة العامة لمنظمة المؤتمر الإسلامي. تولي حكومة الهند أعلى درجات الاحترام لجميع الأديان. التغريدات والتعليقات المسيئة التي تسيء إلى شخصية دينية صدرت عن أفراد معينين. وهي لا تعكس، بأي شكل من الأشكال، آراء حكومة الهند. وأضاف البيان أنه تم بالفعل اتخاذ إجراءات قوية ضد هؤلاء الأفراد من قبل الجهات المعنية. وردّت الهند أيضا على انتقادات باكستان بالقول إن تصريحات باكستان «سخيفة» بالنظر إلى اضطهاد الأقليات في باكستان.